# Albert Bourlon
Albert Bourlon (* 23. November 1916 in Sancergues; † 16. Oktober 2013 in Bourges) war ein französischer Radrennfahrer.

## Sportliche Laufbahn
Bourlon war im Straßenradsport aktiv. Von 1937 bis 1951 war er Berufsfahrer. Sein bedeutendster Erfolg war der Sieg auf der 14. Etappe der Tour de France 1947. Dabei fuhr er 253 Kilometer als Solist und überquerte den Col de Portet-d’Aspet als Erster. Weitere Siege gelangen ihm im Circuit de Vienne 1937, im Rennen Bukarest–Ploiești–Bukarest 1944 sowie bei Paris–Bourges 1947 vor Georges Barré. Etappensiege holte er bei Paris–Saint-Jean-d’Angély 1937 (2. Platz in der Gesamtwertung) und in der Tour de l’Ouest 1947. 1949 wurde er Zweiter bei Paris–Commercy. Die Tour de France fuhr Bourlon zweimal. 1938 wurde er 35. und 1947 21. der Gesamtwertung. 
Als der Zweite Weltkrieg ausbrach, wurde Bourlon zur Armee einberufen und während der Kampfhandlungen gefangen genommen. Er versuchte mehrfach, aus der Kriegsgefangenschaft zu fliehen. Es gelang ihm im dritten Versuch und er floh nach Rumänien. Bourlon war wie sein Freund René Vietto Mitglied der Kommunistische Partei Frankreichs und unterstützte die Volksfrontbewegung.
Die Radrennbahn von Bourges erhielt 2013 seinen Namen.